# Batman: A rém álarca
A Batman: A rém álarca (más néven Batman: Az animációs film) egy 1993-ban megjelent amerikai szuperhős-animációs film, mely a DC Comics karakterein, főleg Batmanen alapul. A film nagy része a Batman: A rajzfilmsorozatra épül. A filmet Eric Radomski és Bruce Timm rendezte. A történetet Alan Burnett írta. A zenét Shirley Walker szerezte.
Ez volt az első szuperhős animációs film. 2010-ben az IGN azt mondta a Batman: A rém álarca a „legjobb adaptációja a sötét lovagnak nagy képernyőn a 2005-ös Batman: Kezdődik! után". Benne van a „top 100 animációs film valaha” listában. A Time szerint benne van a „top 10 szuperhősfilm” között. A Wired magazin szerint Kevin Conroy (Batman szinkronszínésze a filmben és a sorozatban) a legjobb Batman valaha.

## Cselekmény
A Gotham City-ben tanyázó pénzhamisítók éppen beszélgetnek, mikor megjelenik Batman, a köpenyes igazságosztó. Mikor szétüt a bűnözők között, a főnök, Chuckie Sol elmenekül. Azonban nem fut sokáig, mivel a kocsijánál egy másik álarcos alak várja. A figuráról azt hiszi, hogy Batman az, és megpróbálja lelőni. A golyók nem fognak a lényen, és szétüti a pisztolyt. A maszkos személy bár nem saját kézzel, de megöli a bűnözőt. Arthur képviselő úr azt nyilatkozza a médiának, hogy a maffiózó haláláról Batman tehet és egy ilyen őrültet nem lenne szabad hagyni önbíráskondi. Ezek után egy estélyen találkozik Bruce Wayne és Arthur, melyen felidézik a milliomos volt barátnőjének, Andrea Beaumont-nak az emlékét.
10 évvel ezelőtt találkozott Bruce Andreával a temetőben, mikor a férfi halott szülei sírjához ment; a lány szintén halott anyját látogatta meg akkor. Andreával éppen a szeretteik elvesztéséről kezdtek el beszélni, mikor rosszra fordult az idő és a lány elment. Az volt az első este, amikor Bruce elkezdett harcolni a bűnnel szemben. Akkoriban még nem hordott denevér jelmezt, csak egy egyszerű maszkkal próbált ráíjeszteni a bűnözőkre. Bár őket sikerült elkapnia, meglepődve tapasztalta, hogy a tolvajok nem félnek tőle. Másnap reggel, mikor éppen gyakorolt, meglátogatta őt Andrea és jobban megismerkedtek.
Eközben, a jelenben, Buzz Bronski gengszter meglátogatja a temetőben halott bűntársát, Chuckie Solt. Ekkor ő is meglátja a titokzatos gyilkost és menekülni kezd. Futás közben azonban beleesik egy árokba és a rém ráejti a sírszobrot. Batman aznap este szintén ellátogat a temetőbe és észreveszi a bűnöző hulláját. Megpillantja Andreát, aki (csak úgy, mint 10 évvel ezelőtt) az anyja sírjánál ácsorog. Bár a sötét lovag elmenekül, Andrea meglátta, hogy a Wayne család sírja mellett állt és egyből meglátja az összefüggést.
Arthur egy vacsora keretei között beszélget Andreával, amit Batman is figyelemmel kísér. Bruce ismét visszaemlékszik a régi időkre, mikor Andreával elment a Gothami világkiállításra. Aznap kérdezte meg tőle a lány, hogy el akar-e látogatni annak apjához és a fiú igent mondott. Másnap el is mentek Andrea apjához, Mr. Beaumonhoz. Itt dolgozott akkor Arthur is, mint tanácsadó. Salvatore Valestra szintén meglátogatja Mr. Beaumont, ezért Bruce és Andrea elmegy. Ekkor Bruce észreveszi, hogy egy ártatlan polgárt próbálnak kirabolni az utca másik oldalán. Amint ezt meglátja, akcióba lendül és szétcsap a bűnözők között. Az egyik rabló azonban leüti őt, így kirabolnak egy másik embert. Aznap este kezdett el Bruce gondolkodni egy jelmezen, mellyel ráíjeszthet a bűnözőkre. De mivel újra boldog, úgy érzi, nem kell a üldöznie a bűnt, viszont bántja a tudat, hogy megígérte halott szüleinek, hogy bosszút fog állni értük.
A jelenben, az idős Valestra meglátogatja Arthurt és tanácsot kér tőle. Fél Batman haragjától és nem tudja, hogyan kerülheti ki azt. Arthur csak annyit tud mondani, hogy kérjen rendőri védelmet, de Valestra ezzel nincs megelégedve. Szerinte Batmant nem fogják rendőrök megállítani. Arthur nem tud mit mondani, ezért otthagyja Valestrát.
Közben Batman utána néz, mi köze volt Chuckie Solnak és Buzz Bronskinak egymáshoz: üzlettársak voltak egy pénzmosó vállalkozásban, amit 10 évvel ezelőtt hoztak létre. A harmadik igazgató Salvatore Valestra volt. Batman ezek után meglátogatja Valestrát és a háza falán észrevesz egy képet, melyen Andrea apjával látható. Erről eszébe jut az a nap, amikor megkérte Andrea kezét. Andrea igent mondott és a nagy öröm után elindultak meglátogatni Mr. Beaumont. Az ablakból észreveszik, hogy az apa üzleti vendégeket fogad. Andrea úgy dönt, hogy csak holnap mondják el neki a jóhírt. A lány bemegy az apjához és aludni tér. Másnap Bruce levelet kap Andreatól melyben leírja, hogy az apjával Európába megy és megkéri, hogy próbálja meg őt elfelejteni. Aznap este dolgozta ki a férfi a Batman (Denevérember) ruhát és azóta küzd a bűn ellen.
Batman elviszi a képet Vealestra házából.
Valestra elmegy a Gothami világkiállításra, ami addigra már romokban áll és senki nem jár arra. Azért jött, hogy megkérje Jokert, hogy véglegesen likvidálja ősellenségét. Joker elsőre tartózkodik, majd végül beleegyezik az üzletbe. A fantom ezek után felkeresi Valestrát, hogy megölhesse, de meglátja, hogy Joker már végzett vele. A pszichopata bohóc egy kamerát tett Valestra hullájára, így ő is láthatta, hogy nem Batman a gyilkos. Ezek után Joker megpróbálja felrobbantani a rémet, de az elmenekül. Menekülés közben észreveszi őt Batman, de nem tudja elkapni. A hőst viszont a rendőrség veszi üldözőbe, mivel azt hiszik, ő a gyilkos. Menekülés közben a sötét lovagnak meg kell válnia maszkjától és ha Andrea nem sietett volna segítségére, elkapták volna.
Andrea Bruce otthonában elmondja miért nem lehettek együtt. A válasz azért, mert az apja sok pénzzel tartozott Valestrának, de kevés időt kapott arra, hogy rendezze adóssagát. Ekkor könyörögni kezdett, hogy adjanak neki még egy napot a pénz megszerzéséhez. A bűnözők beleegyeztek ebbe, így egy kis időre békén hagyták őket. Az apa egyből Európába akart menni, mivel a tartozása be volt fektetve és hetekig tartott, mire kiveszi azt. Bár Andreanak Bruce megkérte a kezét, mégis mennie kellett, máskülönben meghalt volna. Mr. Beaumon később visszajött Gothambe és azt mondta lányának, hogy leszámol a gengszterekkel. A nő pedig azért jött vissza, hogy megállítsa az apját. Andrea most már készen áll elkötelezni magát Bruce mellett és ezt meg is teszi. Bruce miután jobban megnézi a Valestrától lopott képet rájön, hogy az egyik ember rajta nem más, mint a fiatal Joker.
Joker aznap este meglátogatja Arthurt, hogy megtudja, ki ölte meg Chuckie-t és Buzz-t. Arthur állítása szerint nem tud semmit. Andrea felhívja őt, hogy lemondja a déli ebédjüket és Joker ezek után egy furcsa következtetést tesz arra nézve, ki is lehet a Rém. Arthurt ezek után megmérgezi a Joker gázzal, aminek köszönhetően nem tudja abbahagyni a nevetést.
Batman ezek után elmegy Arthurhoz a kórházba, ahol megtudja, hogy Arthur bemártotta Mr. Beaumon-t, mikor az nem akart neki pénzt adni neki. Ekkor jön rá arra is, hogy Andrea hazudott neki és hogy ő a titokzatos gyilkos.
A Rém (Andrea) elmegy megölni Jokert, aki egykor szintén a maffiánál dolgozott és ő ölte meg Andrea apját is. A bohóc nem hagyja magát, sőt: a verekedés végén csaknem megöli Andreát, amikor odaér Batman és megmenti őt. Andrea - Bruce kérésére - elmegy, majd a hős Joker után szalad. Kiderül, hogy Joker az egész terület alá dinamitokat rejtett, ami 5 percen belül felrobban. A bűn bohóc hercege megpróbál elmenekülni, de Batman megakadályozza. Andrea visszatér, elbúcsúzik szerelmétől és mielőtt felrobbannának, ködbe burkolódzik és elviszi magával Jokert. Batman hazajut a Batbarlangba és kiderül, hogy Andrea még él.
A film utolsó jelenetében Batman egyedül áll egy torony tetejében és mikor észreveszi, hogy hívják, elrepül az éjszakába és folytatja küzdelmét a bűn ellen.

## Szereplők
| Szereplő             | Eredeti hang        | Magyar hang     |
| -------------------- | ------------------- | --------------- |
| Bruce Wayne / Batman | Kevin Conroy        | Csuja Imre      |
| Andrea Beaumont      | Dana Delany         | Incze Ildikó    |
| Arthur képviselő     | Hart Bochner        | Selmeczi Roland |
| Joker                | Mark Hamill         | Reviczky Gábor  |
| Salvatore Valestra   | Abe Vigoda          | Pusztai Péter   |
| Chuckie Sol          | Dick Miller         | Horányi László  |
| Buzz Bronski         | John P. Ryan        | Varga Tamás     |
| Alfred Pennyworth    | Efrem Zimbalist Jr. | Kristóf Tibor   |
| James Gordon         | Bob Hastings        | Varga Tamás     |
| Harvey Bullock       | Robert Costanzo     | Pálfai Péter    |

## Visszhang

### Bevétel
A Batman: a rém álarca 1993. December. 17-én jelent meg, az Amerikai Egyesült államokban. A filmnek össz. bevétele $5,617,391 dollár volt világszerte. A filmkészítők a Warner-t hibáztatta a sikertelen marketingkampány miatt. A film kb. 6 millió dollárba került.

### Kritikai visszhang
Az alacsony bevétel ellenére rendkívül sikeres volt a film kritikailag. Az IMDb-n 7,8 ponton áll, míg a Rotten Tomatoes-on 81%-ot kapott. Az Empire magazin szerint a film a "legjobb animációs film 1993-ból és jobb történettel rendelkezik, mint a Batman vagy a Batman visszatér". A WhatCulture szerint a film azonos szinten van a Christopher Nolan-féle Batman trilógiával (Batman: Kezdődik!, A sötét lovag, A sötét lovag - felemelkedés). Az IGN szerint az egyik legjobb Batman film és a legjobb szuperhős animáció valaha. A Total Film "legjobb 50 animációs film valaha" listájában a 47. (a lista 2011-es).